# Hans Raupach

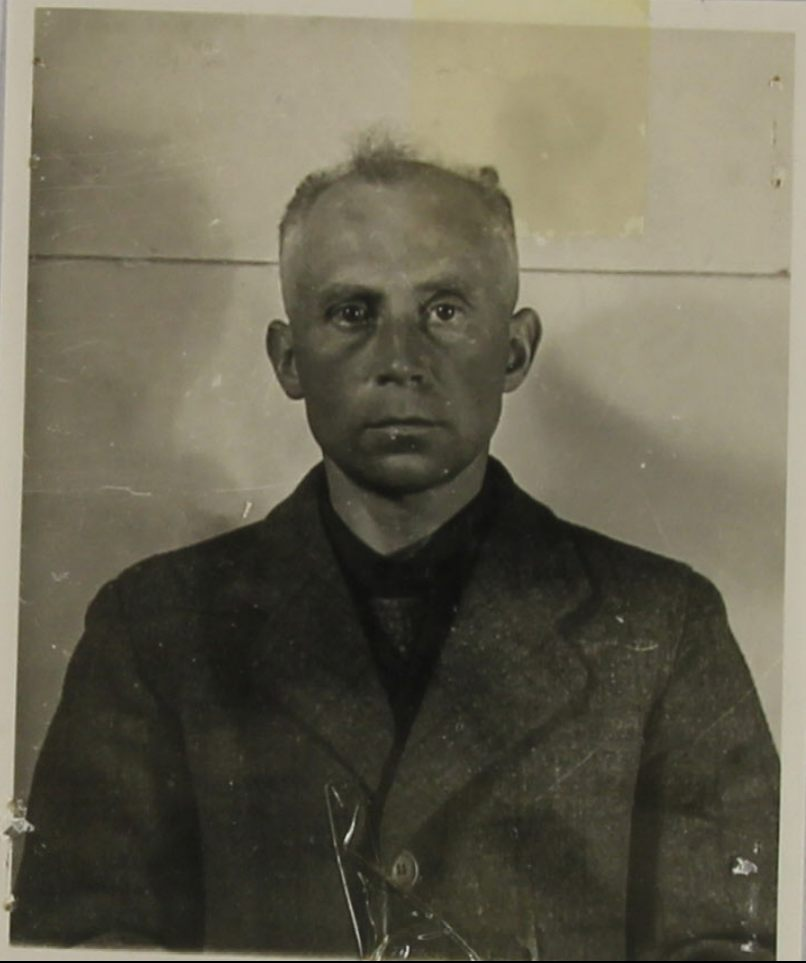
Hans Raupach, als Kriegsgefangener in England 1945

Hans Raupach (* 10. April 1903 in Prag; † 12. Januar 1997 in Söcking) war ein deutscher Jurist, Soziologe, Wirtschaftshistoriker und Osteuropaforscher.

Sein Vater Gustav Raupach (1875–1956), der aus Alt-Reichenau bei Schweidnitz stammte, verzog in jungen Jahren nach Prag, wo er als Heilgehilfe arbeitete. Dort vermählte er sich mit Elisabeth (Isa) Stefan (1882–1939), einer Tochter des Wenzel Stefan. Das Paar hatte neben Hans noch einen jüngeren Sohn Arthur (* 1905) und die Schwester Vera (* 1919).
In seinem Geburtsort Prag besuchte Hans Raupach das deutsche Staatsrealgymnasium. Nach der Gründung der Tschechoslowakei kehrte die Familie 1919 nach Schlesien zurück, wo sie sich in Bad Warmbrunn im Vorland des Riesengebirges niederließ. Schon als Schüler hatte sich Raupach der Wandervogel- und später der Bündischen Jugendbewegung angeschlossen. 1923 legte er in Hirschberg das Abitur ab.
Anschließend studierte er an den Universitäten Breslau und Berlin Staats- und Rechtswissenschaften. 1926 kehrte er nach Breslau zurück, wo er ein Jahr später bei dem Soziologen Eugen Rosenstock-Huessy mit der Dissertation „Das eheliche Güterrecht der Kniha Tovačovská“ (= Rechtsbuch von Tobischau) zum Dr. iur. promoviert wurde. 1928 legte er das Erste Staatsexamen ab. Neben seinem Referendariat arbeitete er 1928–1930 als Referent in der Rechtsabteilung des Osteuropa-Instituts in Breslau. Danach leitete er das von der Schlesischen Jungmannschaft gegründete Grenzschulheim Boberhaus in Löwenberg, wurde jedoch 1932 aus der Leitung gedrängt. Im selben Jahr erhielt er ein Lincoln-Stipendium, mit dem er in Schlesien die Aktivitäten unabhängiger Organisationen koordinieren sollte.
Am 8. März 1933 gehörte er zu jenen fünf Mitgliedern der Deutschen Freischar, die aus taktischen Gründen öffentlich ihre Bereitschaft zum Eintritt in die NSDAP erklärten. Sie waren der Ansicht, sie könnten dadurch das damals schon renommierte Boberhaus vor dem Zugriff der Nationalsozialisten bewahren. Zu dem Parteieintritt kam es nicht, weil die schlesischen Parteidienststellen eine Eintrittssperre verfügten. Am 1. Januar 1934 erhielt Raupach bei der Notgemeinschaft der deutschen Wissenschaft in Berlin die Stelle eines Hilfsreferenten. Dort wurde ihm die Leitung der „Mittelstelle für Arbeitsdienst in Volkslagern“ übertragen, die als zentrale Koordinationsstelle der bündischen und Freikorpsarbeitsdienstverbände eingerichtet wurde.
Ab dem Wintersemester 1934/35 übertrug ihm die Universität Halle einen Lehrauftrag für Volkstheorie des Grenz- und Auslandsdeutschtums und praktische Auslandskunde. Am 23. November 1937 beantragte er die Aufnahme in die NSDAP und wurde rückwirkend zum 1. Mai desselben Jahres aufgenommen (Mitgliedsnummer 5.535.637). Im gleichen Jahr habilitierte er in Halle für das Fach Sozial- und Wirtschaftsgeschichte mit der Arbeit „Der tschechische Frühnationalismus. Ein Beitrag zur Gesellschafts- und Ideengeschichte des Vormärz“. Die Veröffentlichung einer damals verfassten Geschichte der Tschechen und Slowaken wurde von der Reichsschrifttumskammer nicht genehmigt. 1939 gehörte er zu den Teilnehmern des XIV. Internationalen Soziologiekongresses in Bukarest.
Bereits 1938 wurde Raupach zur Wehrmacht einberufen und dem Amt Ausland/Abwehr zugeteilt, das von Wilhelm Canaris geleitet wurde. Zunächst wurde er als Offiziersanwärter in der Division Brandenburg ausgebildet und bei der 6. Armee eingesetzt, um Überläufer zu werben. Seine Decknamen lauteten „Rhode“ und „Stefan“. Zudem wurde er wegen seiner Sprachkenntnisse für Vernehmungen von Gefangenen und Überläufern eingesetzt. Für seine Verdienste in der Sondereinheit im Russlandfeldzug erhielt er das Eiserne Kreuz II. Klasse. 1945 geriet er in amerikanische Gefangenschaft. Einen Monat später wurde er nach England gebracht, wo er ab 10. Juni 1945 drei Monate lang verhört wurde (In seinen Verhörakten findet sich „Universitätsprofessor“ als Berufsangabe und Wiesenstraße 4, Dölau, als letzte Wohnadresse).
Im April 1944 hatte ihn die Universität Halle in Abwesenheit zum außerplanmäßigen Professor ernannt. Obwohl er 1946 aus der amerikanischen Gefangenschaft entlassen wurde, konnte er seine akademische Laufbahn nicht fortsetzen. Deshalb verfasste er zunächst ein Buch über »Das wahre Bildnis des Johann Sebastian Bach«. Erst 1949 wurde ihm eine Vertretung am volkswirtschaftlichen Lehrstuhl an der Technischen Hochschule Braunschweig übertragen. 1951 wurde er als ordentlicher Professor für Volkswirtschaftslehre an die Hochschule für Arbeit, Politik und Wirtschaft in Wilhelmshaven-Rüstersiel berufen, deren Rektor er 1958/59 war. 1956 wurde er Mitglied der Braunschweigischen Wissenschaftlichen Gesellschaft.
Von 1962 bis 1970 lehrte Raupach als ordentlicher Professor für Wirtschaft und Gesellschaft Osteuropas an der Ludwig-Maximilians-Universität München und war von 1963 bis 1975 Direktor des Osteuropa-Instituts München. 1968 wurde er als ordentliches Mitglied in die Bayerische Akademie der Wissenschaften gewählt, deren Präsident er von 1970 bis 1976 war. 1971 folgte die Aufnahme in die Bayerische Akademie der Schönen Künste und 1973 erhielt er den Bayerischen Verdienstorden. 1986 wurde er mit dem Bayerischen Maximiliansorden für Wissenschaft und Kunst geehrt.
Raupach war mit Emma, geb. Mosch (* 1906) verheiratet. Der Ehe entstammten drei Söhne und eine Tochter.

## Schriften (Auswahl)
- Arbeitsdienst in Bulgarien. Arbeitsergebnisse der Schlesischen Jungmannschaft. Mit einem Vorwort von Gunther Ipsen. Berlin 1932.
- Die Arbeitsdienstpflicht in Bulgarien. Berlin 1933.[7]
- Die Agrarwirtschaft der Sowjetunion seit dem Zweiten Weltkrieg: Organisation und Erträge. 1953.
- Die Bilanz des deutschen Ostens. Zur Frage der Ostodergebiete als Wirtschaftsstandort und Bevölkerungsraum. Kitzingen 1953.
- Industrialismus als Wirklichkeit und Wirtschaftsstufe. Berlin 1954
- Geschichte der Sowjetwirtschaft. Reinbek 1964.
- Dynamik und Zukunft gegenwärtiger Wirtschaftsordnungen. Göttingen 1966.
- System der Sowjetwirtschaft. 1968.
- Die Sowjetunion als Sozialistischer Wirtschaftsstaat. 1974.
- Wirtschaft und Gesellschaft Sowjet-Russlands 1917–1977. 1979.